# Ceropegia meyeri-johannis
Ceropegia meyeri-johannis là một loài thực vật có hoa trong họ La bố ma. Loài này được Engl. mô tả khoa học đầu tiên năm 1891.